# Papiro 115

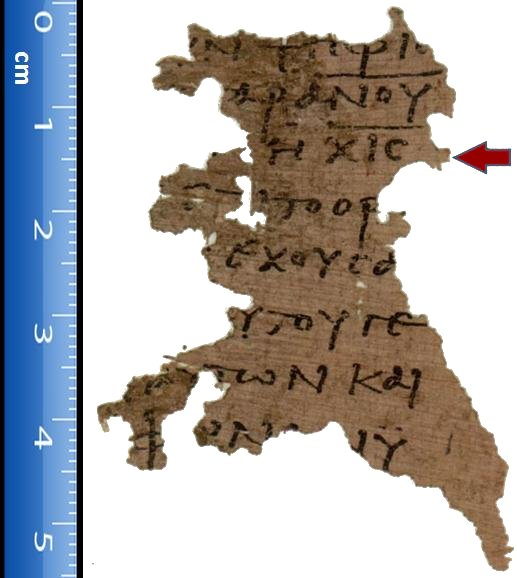
La flecha roja apunta a χιϛ (616), "el número de la bestia" en el P^{115}

El Papiro 115 (P. Oxy. 4499, designado como {\displaystyle {\mathfrak {P}}}115 en la numeración Gregory-Aland) es un fragmento de un manuscrito del Nuevo Testamento escrito en griego en papiro. Consiste en 26 fragmentos de un códice que contiene partes del Libro de Revelación. Se data al siglo III, ca. 225-275 d. C. La peculiaridad del manuscrito es que el número en el texto de Revelación 13:18 aparece como 616; el texto de este manuscrito es muy valorado por la crítica textual, y se cree que entre los existentes, es el más cercano al original. Grenfell y Hunt descubrieron el papiro en Oxirrinco, Egipto.
El {\displaystyle {\mathfrak {P}}}115 no fue descifrado y publicado hasta el final del siglo XX. Actualmente está guardado en el Museo Ashmoleano.

## Descripción
Sobreviven 26 fragmentos de 9 hojas con el texto de la Revelación (Apocalipsis) a Juan. Es imposible determinar si el manuscrito original contenía algún otro texto aparte de Revelación (Apocalipsis). El manuscrito utiliza paginación, pero las páginas no siempre siguen la secuencia, probablemente el escriba usó hojas prenumeradas.
El tamaño original de la hoja tiene un tamaño de 14.5 a 22 cm, mientras el texto cubre un área de 12.5 a 18.5 cm. El códice original tenía de 33-36 líneas escritas en una columna. Se utiliza diéresis, en un error (p.ej αιχουσαν en lugar de εχουσαν, ιδον en lugar de ειδον), pero el número de errores no es grande. Contiene un total de 20 revisiones, algunas de ellas hechas por un escriba, otras por escribas posteriores.
Los textos sobrevivientes incluyen 2:1-3, 13-15, 27-29; 3:10-12; 5:8-9; 6:5-6; 8:3-8, 11-13; 9:1-5, 7-16, 18-21; 10:1-4, 8-11; 11:1-5, 8-15, 18-19; 12:1-5, 8-10, 12-17; 13:1-3, 6-16, 18; 14:1-3, 5-7, 10-11, 14-15, 18-20; 15:1, 4-7.
Los nombres sagrados están escritos en forma de abreviaturas: ΙΗΛ ΑΥΤΟΥ ΠΡΣ ΘΩ ΘΥ ΑΝΩΝ ΠΝΑ ΟΥΝΟΥ ΟΥΝΟΝ ΚΥ ΘΝ ΑΝΟΥ ΟΥΝΩ.
Es uno de los primeros manuscritos conservados del Apocalipsis, aunque no tan antiguo como el Chester Beatty III (de principios del siglo III)

## Texto
El tipo textual es alejandrino. El {\displaystyle {\mathfrak {P}}}115 sigue el texto del Códice Alejandrino (A) y el Códice de Efrén Reescrito (C).
El P115 da una variante interesante al número de la bestia, es 616 (ji, iota, stigma (ΧΙϚ)), al igual que en el Códice de Efrén Reescrito, en vez de la mayoría de lecturas de 666 (ji, xi, stigma (ΧΞϚ)).

## Historia
El manuscrito se encontró en Egipto. Aparece en la lista de los manuscritos encontrados en Oxirrinco en la posición 4499. El texto fue publicado por E. H. Walter en 1999. El INTF lo ubicó en la lista de los manuscritos del Nuevo Testamento, en el grupo de los papiros, dándole el número 115.
El manuscrito está fechado por el INTF al siglo III. Paleográficamente muestra similitud con el P. Flor. 108 y el P. Flor. 259, con una fecha a 256 años antes (debido a terminus post quem). Asimismo, se toma en cuenta el P. Oxy. 1016, que está fechado a 234 años antes. Philip Comfort lo remonta a mediados o finales del siglo III. Juan Chapa lo data entre los años 225-275. La datación del códice se establece paleográficamente según la forma de las letras: alfa, beta, delta, kappa y ni.
Es citado en la edición 27 del Novum Testamentum graeca de Nestle-Aland (NA27).
En la actualidad se guarda en el Museo Ashmoleano (P. Oxy. 4499) en Oxford.

## Lectura adicional
- Juan Chapa, Oxyrynchus Papyri 66:11-39. (no. 4499).
- Philip W. Comfort y David P. Barrett, The Text of the Earliest New Testament Greek Manuscripts, (Wheaton, Illinois: Editorial Tyndale House, 2001), pp. 664–677.
- David C. Parker, A new Oxyrhynchus Papyrus of Revelation: P115 (P. Oxy. 4499), en: Manuscripts, Texts, Theology: Collected Papers, 1977-2007, Walter de Gruyter, Berlín, 2009, pp. 73-92.